# Pavlův Studenec
Pavlův Studenec (německy Paulusbrunn) je zaniklá obec v Českém lese. Stála na státní hranici u silnice mezi bavorskou obcí Bärnau a Tachovem, tj. na území dnešního okresu Tachov a Plzeňského kraje. Obec zanikla v důsledku vysídlení Němců po roce 1945 a zřízení hraničního pásma. Za socialismu sloužily zbytky vesnice zpočátku pohraniční stráži, ale v 70. letech 20. století byly i ty odstraněny.

## Historie
Vesnice vznikla počátkem 18. století na staré obchodní stezce. Žili zde převážně Němci a pouze několik Čechů, kteří pracovali na zdejší celnici a četnické stanici. Jako v každé tehdejší obci, fungoval i v Pavlově Studenci bohatý společenský život. Mládež se zajímala o sport. Podle sčítání obyvatelstva z roku 1921 žilo zde v celkem 218 usedlostech něco přes 1400 obyvatel. Kromě tří Čechů vesměs všichni etničtí Němci (včetně třiceti cizozemských).
Osídlení bylo rozptýlené. Samotný Pavlův Studenec stál v katastrálním území Pavlův Studenec 2. K obci patřilo několik menších osad roztroušených v různých částech tohoto pohraničního návrší:
- Vorderpaulusbrunn (Přední Pavlův Studenec), centrální část obce
- Hermannsreith (Hraničná)[6]
- Baderwinkel (Větrov)[6]
- Schanzhäuser (Na Šancích)
- Wittichsthal (Pomezná)[7]
- Franzhäuser (Francovy Domky)
- Inselthal (Ostrůvek)[6]
- Hinterpaulusbrunn (Zadní Pavlův Studenec)
- Goldbach (Zlatý Potok)
- Neuwindischgrätz (Skláře)[6]

Po válce a vysídlení Němců byl Pavlův Studenec nejprve částečně dosídlen, ale po nástupu socialismu připadl do pohraničního pásma, a proto musely být zbořeny všechny budovy kromě těch, které užívala pohraniční stráž. V této fázi byly zachovány kostel, fara, celnice a několik domů, i ty však byly postupně ničeny. V 70. letech 20. století bylo hraniční pásmo rozšířeno a při silnici od Tachova vznikla nová kasárna. Poté byly zbořeny všechny zbývající budovy původní vesnice; jako poslední byl roku 1977 odstřelen kostel, který předtím pohraniční stráž využívala jako hlásku.
Přes bývalou vesnici vede silnice II/199. Na území vsi jsou dnes převážně louky, patrné jsou pouze zbytky základových zdí několika usedlostí v Pomezné. Severně od nich je bývalý hřbitov, který byl po roce 1990 pietně upraven. U křižovatky silnic zůstal poničený památník připomínající okresního hejtmana J. Bottgera, který se zasloužil o výstavbu silnice Pavlův Studenec – Zahájí, dokončenou roku 1893.
Rozsáhlé katastrální území je dnes rozděleno mezi tři obce. Na tomto území stojí pouze několik budov: nová celnice, hájovna Němeček a opuštěný areál roty Pohraniční stráže v lese u cesty mezi bývalou Pavlovou Hutí a bývalým Zlatým Potokem.
Tři nově vzniklá katastrální území jsou (číslovaná podél státní hranice od jihu k severu):
- Pavlův Studenec 1 (26,71 km²) je katastrální území obce Lesná v okrese Tachov[9]
- Pavlův Studenec 2 (2,67 km²) je katastrální území obce Obora v okrese Tachov[10]
- Pavlův Studenec 3 (1,16 km²) je katastrální území obce Halže v okrese Tachov[11]

## Obyvatelstvo
|           | 1869  | 1880 | 1890 | 1900 | 1910 | 1921 | 1930 | 1950 |
| --------- | ----- | ---- | ---- | ---- | ---- | ---- | ---- | ---- |
| Obyvatelé | 1 007 | 802  | 813  | 892  | 893  | 846  | 958  | 186  |
| Domy      | 87    | 100  | 114  | 130  | 137  | 136  | 166  | 166  |

## Významné osobnosti
V obci prožil část svého dětství německý spisovatel Max von der Grün (1926–2005). Vzpomínky na jeho dětství v Pavlově Studenci a také v několika německých obcích za hranicemi v Bavorsku jsou námětem Grünova autobiografického románu Dva dopisy Pospischielovi.

## Hraniční přechod Studenec – Bärnau
V případě dočasného znovuzavedení ochrany vnitřních hranic je aktivován hraniční přechod Pavlův Studenec – Bärnau.